# Peter Vanneck
Peter Vanneck (n. 7 ianuarie 1922 – d. 2 august 1999) a fost un om politic britanic, membru al Parlamentului European în perioadele 1979-1984 și 1984-1989 din partea Regatului Unit. 